# Elecciones generales de San Martín de 1979
Elecciones generales tuvieron lugar en Sint Maarten el 27 de abril de 1979. El resultado fue una victoria para el Partido Democrático, el cual obtuvo tres de los cinco escaños en el Consejo de la Isla.

## Resultados
| Partido                                       | Votos | %     | Escaños | +/–   |
| --------------------------------------------- | ----- | ----- | ------- | ----- |
| Partido Democrático                           | 2 126 | 50,50 | 3       | -1    |
| Movimiento Patriótico de Sint Maarten         | 1 443 | 34,28 | 2       | Nuevo |
| Movimiento Popular de las Islas de Barlovento | 366   | 8,69  | 0       | 0     |
| Grupo Democrático Progresivo Unido            | 275   | 6,53  | 0       | Nuevo |
| Votos en blanco/nulos                         |       | –     | –       | –     |
| Total                                         | 4 210 | 100   | 5       | –     |
| Electores registrados/participación           |       |       | –       | –     |
| Fuente: Lynch & Lynch                         |       |       |         |       |